# Wiedenfeld

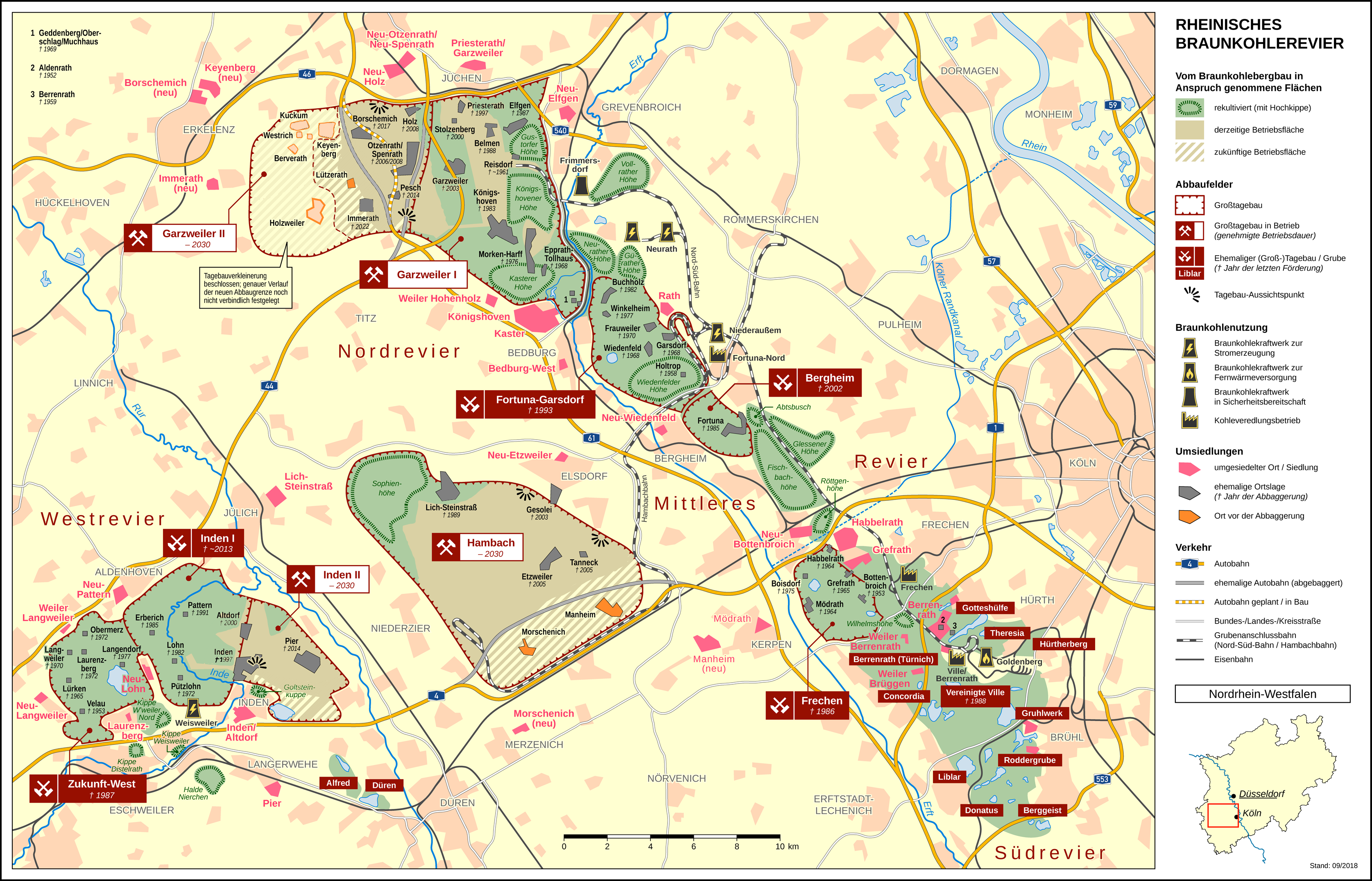
Lage des ehemaligen Ortes Wiedenfeld sowie des Umsiedlungsstandortes „Neu-Wiedenfeld“ im Rheinischen Braunkohlerevier

Wiedenfeld war bis 1958 eine eigenständige Gemeinde im Kreis Bergheim (Erft) und bis zur Umsiedlung aufgrund des Tagesbaus Bergheim 1965 Teil der Stadt Bergheim. Mit Wiedenfeld verschwanden auch die Orte Frauweiler und Garsdorf von der Landkarte.

## Geschichte
Genau wie bei Frauweiler und Garsdorf beginnt die Geschichte Wiedenfelds mit einer Urkunde aus dem frühen 12. Jahrhundert. Der Name Wiedenfeld heißt frei übersetzt so viel wie ein Feld im Wald.
Erster Herr über Wiedenfeld ist der Graf von Jülich. Jedoch, wie allzu oft in der Geschichte, wechseln die Herrscher im Lauf der Jahre. 
Eine Besonderheit hat Wiedenfeld im Gegensatz zu seinen Nachbardörfern Frauweiler und Garsdorf. Es hatte einen zweiten "Ortsteil". Am östlichen Ende von Wiedenfeld lag Montagsend. Vermutlich stand hier einmal im 16. Jahrhundert das Gasthaus der Maendach (Montag), im Laufe der Zeit entstanden rund um das Gasthaus weitere Häuser.
Im 17. oder 18. Jahrhundert gab es in Wiedenfeld einen Einsiedler, der den Kindern des Dorfes Unterricht erteilte. Später entstand im Ort eine Schule die 1888 und 1935 ausgebaut wurde.
Wiedenfeld war landwirtschaftlich geprägt. Zwar war der Boden nicht von allzu guter Qualität, allerdings reichte es den Wiedenfeldern zum Leben. Mit der Industrialisierung durch den Bergbau zog es viele Arbeiter in den Ort. 1956 lebten hier 360 Menschen.

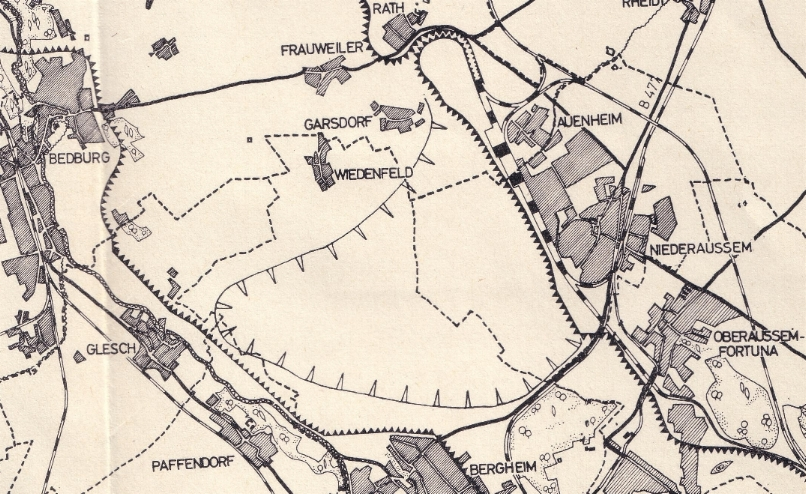
Frühere Lage des Ortes

War die Ortsgründung von Wiedenfeld, Frauweiler und Garsdorf gleich, so war auch ihr Ende das gleiche. Am 1. April 1958 wurde die selbstständige Gemeinde Wiedenfeld aufgelöst und kam zur Stadt Bergheim. 1968 standen die Bagger des Tagebau Garsdorf vor der Tür. Die Wiedenfelder fanden eine neue Heimat in Neu-Wiedenfeld bei Bergheim.
Zur Erinnerung an den Ort trägt das Naherholungsgebiet zwischen Niederaußem und Bergheim heute den Namen Wiedenfelder Höhe und ist über die B 477 erreichbar.